# Американская история ужасов: Дом-убийца
«Американская история ужасов: Дом-убийца» (англ. American Horror Story: Murder House) — первый сезон телесериала «Американская история ужасов», транслировавшийся на канале FX с 5 октября 2011 года по 21 декабря 2011 года.
Первый сезон произведен компанией 20th Century Fox Television, исполнительными продюсерами выступили Данте Ди Лорето, а также создатели сериала Брэд Фэлчак и Райан Мёрфи.
Сюжет первого сезона сосредоточен вокруг семьи, переезжающей из Бостона в старинный особняк в Лос-Анджелесе, не подозревающей, что приобретенный дом населен призраками бывших владельцев и их жертв.
Первый сезон «Американской истории ужасов» получил преимущественно положительные отзывы от критиков. Сериал имел достаточно высокие для канала FX зрительские рейтинги, став самым высокорейтинговым новым сериалом года. Сериал был номинирован на многочисленные телевизионные награды, в том числе на Золотой глобус в категории «Лучшая телевизионная драма» и телевизионную премию «Эмми» в 7 категориях. За роль в сериале Джессика Лэнг получила Золотой глобус за лучшую женскую роль второго плана, премию Гильдии киноактёров США за лучшую женскую роль в драматическом сериале, а также премию «Эмми» за лучшую женскую роль второго плана в мини-сериале или фильме.

## Сюжет
Действие первого сезона сосредоточено вокруг семьи Хармон: Бен Хармон (Дилан Макдермотт), Вивьен Хармон (Конни Бриттон) и их дочери Вайолет Хармон (Таисса Фармига). После того, как Вивьен застала своего мужа в постели с одной из его студенток — Хейден (Кейт Мара), семья Хармон, по совету семейного психолога, решает сменить обстановку и переехать из Бостона в Лос Анджелес, в старинный особняк в викторианском стиле. По прибытии они узнают от Марси (Кристин Эстабрук), риэлтора, продающей дом, что предыдущие владельцы особняка, гомосексуальная пара Чад (Закари Куинто) и Патрик (Тедди Сирс), скончались. По словам Марси, один из пары убил другого, после чего покончил с собой. Однако из-за низкой цены Хармоны соглашаются приобрести особняк. Их новые соседи: Констанс Лэнгдон (Джессика Лэнг) и её дочь Аделаида сразу же становятся частыми, хотя и нежеланными гостями в доме. Аделаида много знает о мистическом прошлом дома и имеет какую-то особую связь с ним. Очень скоро в размеренную жизнь Хармонов начинает вторгаться ещё один человек — Ларри Харви, бывший жилец дома, лицо и тело которого сильно изуродовано ожогами. Ларри начинает преследовать Бена и предостерегать его от дальнейшего проживания в новом доме. Спустя день после заезда в саду дома Вивьен встречает старую незнакомку Мойру О’Хара, которая представляется горничной, на протяжении всей жизни служившей хозяевам дома, и просит принять её на работу. Вивьен соглашается, что удивляет мужа, поскольку вместо старухи он видит молодую и соблазнительную девушку, но не решается сказать об этом жене.
Бен, будучи психологом, превращает одну из комнат особняка в свой офис, где начинает принимать пациентов. Один из них оказывается особенным во всех смыслах: подросток Тейт Лэнгдон (Эван Питерс), молодой психопат, одержимый желанием убивать, становится не только головной болью для Бена как специалиста, но и объектом любовного интереса его дочери Вайолетт, страдающей от депрессии и недостатка внимания со стороны родителей. Бен не знает, что Тейт Лэнгдон — призрак покойного сына Констанс Лэнгдон. Но видеть и осязать его способны лишь бывшие или нынешние владельцы дома и лишь тогда, когда этого пожелает сам Тейт. Как только семья Хармонов успевает полностью обосноваться в новом жилище, в доме с возрастающей регулярностью начинают происходить странные события. Очень скоро новым жильцам предстоит узнать, что в доме произошло больше 20 жестоких убийств и почти все жильцы этого особняка умерли насильственной смертью, за что местные жители прозвали особняк «Домом-убийцей». Семья Хармонов отчаянно старается преодолеть кризис отношений, не замечая, что дом, в котором они поселились, буквально кишит призраками умерших в нем людей. Обследуя чердак, Вивьен обнаруживает на нем черный латексный БДСМ-костюм, принадлежавший одному из бывших владельцев. Она просит мужа выбросить находку в мусорный ящик, что Бен и делает. Но уже ночью её насилует человек, облаченный в этот костюм. Вивьен уверена, что это был её муж, которому она отказывала в близости уже почти полгода. Спустя некоторое время Вивьен узнает, что беременна двумя близнецами от разных отцов. Ни она, ни врачи не могут дать этому разумного объяснения. Позже выясняется, что её изнасиловал Тейт с целью зачать ребенка для Норы — призрака первой владелицы дома, чьего собственного ребенка жестоко убили. Хейден приезжает из Бостона и, воспользовавшись отсутствием Вивьен в доме, начинает шантажировать Бена, угрожая рассказать его жене о том, что беременна от него. В момент ссоры к дому Хармонов в очередной раз заявляется Ларри и, подкравшись со спины, убивает Хейден несколькими ударами лопаты. Ошарашенный Бен готов убить Ларри, но тот предупреждает, что они теперь соучастники, а Хейден всё равно не дала бы Бену жить спокойно. Ларри и Бен принимают решение закопать труп девушки в саду, а сверху построить беседку. Они и не подозревают, что в том же самом месте закопаны кости горничной Мойры О’Хары, которую много лет назад убила Констанс Лэнгдон за интрижку с её мужем.
Хейден становится постоянным обитателем Дома-убийцы, уже будучи призраком. Она заключает союз с Норой с целью свести жену Бена с ума, а затем отобрать ребенка и воспитывать как своего собственного.
В Хэллоуин, день, когда мертвые по преданию обретают силу, чтобы ходить по земле без каких-либо ограничений, Вайолетт узнает, что её ухажер Тейт много лет назад устроил массовое убийство в школе, расстреляв в библиотеке всех находившихся в ней учителей и учащихся, а также облил бензином и поджег Ларри Харви, который в тот момент был мужем Констанс. Таким образом Тейт хотел отомстить своей матери за то, что она задушила своего малолетнего сына-уродца, младшего брата Тейта, не желая содержать маленькое чудовище. Тем временем Аделаида сбегает из дома и попадает под машину. Констанс пытается донести тело дочери до территории особняка Хармонов, чтобы та стала призраком, но Аделаида умирает раньше. Вивьен, посетив специальный экскурсионный тур по городу, узнает, что первым владельцем особняка был врач, который подпольно делал аборты состоятельным женщинам. Разгневанный муж одной из пациенток врача явился ночью в особняк и расчленил ребенка самого доктора и его жены Норы. Убитый горем врач решил во что бы то ни стало вернуть жизнь своему ребёнку. Спустя многие месяцы работы ему удается воскресить младенца, однако результатом его сшивания трупа и его воскрешения стал настоящий монстр в обличии младенца, который сбегает и навеки поселяется в подвале. С тех пор ни один владелец дома не знает покоя.
Вайолетт, узнав, что Тейт, к которому она испытывает сильные чувства — жестокий убийца, бросается в ванную и кончает с собой, наглотавшись таблеток. Она даже не осознает, что умерла, пока в какой-то момент не обнаруживает, что не может покинуть дом. Тогда же Тейт показывает Вайолет её собственный полуразложившийся труп в подвале дома, куда его оттащил сам Тейт, когда не смог откачать Вайолетт от лекарств. Тем временем после многочисленных нападений призраков Вивьен оказывается на грани нервного срыва, в результате чего Бен отправляет её в психиатрическую лечебницу. В отсутствие супругов Констанс приводит в дом медиума Билли Дин Говард (Сара Полсон), чтобы та связалась с погибшей Аделаидой. От Аделаиды Констанс узнает, что зачатый Тейтом ребенок, один из двух близнецов, которыми беременна Вивьен, является Антихристом. После того как Бен узнает правду о том, что Тейт изнасиловал его жену, он соглашается выпустить Вивьен из лечебницы и вернуться с ней домой.
Дома Вивьен в окружении призраков, в том числе Мойры и призрака самого первого врача, рожает близнецов. Однако при родах она и один из близнецов умирают. Бен остается один с ребенком. Вайолет окончательно разрывает все отношения с Тейтом, узнав от призрака Чада, что именно Тейт убил его и его любовника Патрика, когда те не захотели заводить детей, а позже изнасиловал Вивьен. Бен пытается призвать призраки дочери и жены, но они отказываются появляться перед ним. Скорбящий муж и отец пытается покончить с собой, однако в этот момент появляется Вивьен и убеждает мужа не совершать самоубийство, а отправляться с живым ребенком подальше от этого дома, чтобы начать новую жизнь. Однако, стоит Бену собрать вещи, как на выходе его встречает призрак Хейден и убивает его, повесив на люстре, чтобы все выглядело, как самоубийство. Хейден пытается забрать ребенка, но его похищает Констанс. Констанс прячет ребенка и рассказывает позже полиции, что Бен покончил с собой от горя, потеряв жену, а Вайолетт, тело которой так и не было обнаружено, сбежала с родившимся младенцем.
Навеки оставшиеся в доме Хармоны объединяются с Мойрой, чтобы предостерегать будущих жильцов от заселения в дом. Тейт и Хейден оказываются навеки отрезаны от семьи Хармонов благодаря ритуалу, которому Тейт обучил когда-то Вайолетт.
Спустя три года Констанс возвращается к себе домой и обнаруживает, что похищенный ею ребёнок жестоко убил свою няню. Констанс медленно подходит к улыбающемуся ребенку-Антихристу и растерянно улыбается ему в ответ.

## В ролях

### Основной состав
- Конни Бриттон — Вивьен Хармон
- Дилан Макдермотт — доктор Бен Хармон
- Эван Питерс — Тейт Лэнгдон
- Таисса Фармига — Вайолет Хармон
- Денис О’Хэр — Ларри Харви
- Джессика Лэнг — Констанс Лэнгдон

### Специально приглашённые актёры
- Кейт Мара — Хейден Макклейн
- Закари Куинто — Чад Уорик
- Чарльз С. Даттон — детектив Грейнджер
- Эрик Стоунстрит — Дерек

### Второстепенный состав
- Фрэнсис Конрой — Мойра О’Хара
- Лили Рэйб — Нора Монтгомери
- Александра Брекенридж — молодая Мойра О’Хара
- Джейми Брюэр — Аделаида «Эдли» Лэнгдон
- Кристин Эстабрук — Марси
- Моррис Честнат — Люк
- Мэтт Росс — доктор Чарльз Монтгомери
- Боди Шульц — Трой
- Кай Шульц — Брайан
- Майкл Грациадей — Трэвис Уондерли
- Селия Финклстейн — сестра Глэдис
- Ив Гордон — доктор Холл
- Роза Салазар — сестра Мария
- Тедди Сирс — Патрик
- Азура Скай — Фиона
- Кайл Дэвис — Даллас
- Сара Полсон — Билли Дин Говард
- Шелби Янг — Лея
- Ребекка Высоки — Лоррейн Харви
- Сэм Кинси — Боригард «Бо» Лэнгдон
- Дэвид Энтони Хиггинс — Стэн
- Мина Сувари — Элизабет Шорт
- Малайя Ривера Дрю — детектив Барриос
- Бен Вулф — Таддеус Монтгомери
- Эрик Клоуз — Хьюго Лэнгдон
- Брандо Итон — Кайл Гринвелл
- Эшли Рикардс — Хлоя Стэплтон
- Алессандра Торресани — Стефани Боггс
- Джордан Дэвид — Кевин Гедман
- Александр Нимец — Амир Стэнли
- Адина Портер — Салли Фримен

## Список эпизодов
| № общий | № в сезоне | Название                                            | Режиссёр             | Автор сценария            | Дата премьеры   | Произв. код | Зрители США (млн) |
| --- | ---------- | --------------------------------------------------- | -------------------- | ------------------------- | --------------- | ----------- | ----------------- |
| 1 | 1          | «Пилот» «Pilot»                                     | Райан Мёрфи          | Райан Мёрфи и Брэд Фэлчак | 5 октября 2011  | CE2029      | 3,18              |
| Семья Хармон переезжает из Бостона в старинный дом в Лос-Анджелес, чтобы начать жизнь заново. Психиатр Бен пытается наладить отношения со своей женой Вивьен после того, как она застала его в постели с одной из студенток. Сама Вивьен, которая недавно потеряла ребёнка, начинает полагать, что с домом что-то не так — она находит чёрный латексный костюм и предполагает, что он принадлежал когда-то жившей тут гей-паре. Она знакомится с соседями — Констанс и её дочерью Эдли, страдающей синдромом Дауна. Дочь Бена и Вивьен, Вайолет, завязывает дружбу с Тейтом, который проходит психотерапию у её отца. Вивьен нанимает пожилую горничную Мойру, которую Бен видит как молодую распутную девушку. Бен встречает Ларри — мужчину с ожогами на лице. Он рассказывает о том, как убил свою семью, спровоцировав пожар, «потому что дом приказал ему». Ночью Бен в приступе лунатизма почти поджигает дом, но его останавливает Констанс. В комнате Вивьен появляется человек в латексном костюме, и она, приняв его за Бена, занимается с ним сексом. Вивьен узнаёт, что беременна, а Констанс, воруя из дома украшения, предупреждает Мойру словами «не заставляй меня убивать тебя снова». |            |                                                     |                      |                           |                 |             |                   |
| 2 | 2          | «Вторжение в дом» «Home Invasion»                   | Альфонсо Гомес-Рехон | Райан Мёрфи и Брэд Фэлчак | 12 октября 2011 | 1ATS01      | 2,46              |
| Бывшая любовница Бена, Хэйден, сообщает ему о своей беременности и нуждается в его поддержке во время аборта. Констанс, добавив рвотное в кексы, приносит их Вайолет и, узнав, что Вивьен ждёт ребёнка, рассказывает о своих детях. Когда Бен, солгав жене, уезжает в Бостон, Бьянка и ещё двое нападают на Вайолет и Вивьен, намереваясь повторить убийство, совершенное в этом доме в 1968 году неким Р. Франклином. Вайолет заманивает убийц в подвал, где Тейт с помощью других призраков жестоко убивает их. Констанс, Тейт и Мойра решают избавиться от тел, чтобы Бен продолжал лечение Тейта. Узнав о случившемся, Бен бросает Хэйден и мчится домой. Он пытается выяснить, как Тейт оказался в их доме во время нападения, а Вивьен решает продать дом. |            |                                                     |                      |                           |                 |             |                   |
| 3 | 3          | «Дом-убийца» «Murder House»                         | Брэдли Букер         | Дженнифер Солт            | 19 октября 2011 | 1ATS02      | 2,58              |
| Из-за плохого финансового положения семья вынуждена остаться в доме до его продажи. Мойра продолжает соблазнять Бена, и он требует её увольнения. У Бена случаются провалы в памяти; он просыпается во дворе и не помнит, как и зачем копал яму в земле. Выясняется, что Констанс убила Мойру и своего мужа в 1983 году, и с тех пор Мойра «застряла» в доме. Хэйден сообщает, что передумала делать аборт. У Вивьен начинается кровотечение во время тура по «городским домам с привидениями». Она узнаёт, что в 20-х в нём жил доктор Чарльз Монгтомери со своей женой Норой, которые незаконно делали аборты молодым девушкам. Кровотечение Вивьен прекращается, когда она входит в дом. В качестве потенциальной покупательницы приходит Нора, но Вивьен не подозревает, что она призрак. Бен игнорирует Хэйден и во время её очередного визита Ларри убивает её лопатой. Ларри закапывает её труп во дворе, там же, где находятся останки Мойры, а Бен ставит над могилой беседку. Констанс смеётся, что теперь Мойра застряла в доме навсегда. |            |                                                     |                      |                           |                 |             |                   |
| 4 | 4          | «Хэллоуин (Часть 1)» «Halloween (Part 1)»           | Дэвид Семел          | Джеймс Вонг               | 26 октября 2011 | 1ATS03      | 2,96              |
| Вивьен нанимает дизайнеров, чтобы те помогли ей привлечь покупателей. Ими оказываются Чед и Патрик - гей-пара, которая, о чём не подозревает Вивьен, жила и была убита в доме человеком в латексе год назад. Вивьен узнаёт, что Бен общался с Хэйден. Вайолет требует у Тейта рассказать ей, что находится в подвале, и он рассказывает ей историю о первом владельце дома, гениальном хирурге-наркомане, который реанимировал своего убитого и расчлененного ребенка, используя чужое сердце. В Хэллоуин, "когда мёртвые могут ходить среди живых", Мойра навещает в больнице свою мать и отключает её от ИВЛ. Душа матери зовет Мойру уйти вместе с ней, но Мойра привязана к дому. Вивьен чувствует толчки ребёнка, что невозможно на сроке в 8 недель. Ультразвук показывает, что ребёнок развит гораздо сильнее, и медсестра падает в обморок от увиденного. В ночь на Хэллоуин Эдли сбивает машина, и она умирает. Ларри, взбешенный, что Бен не собирается расплачиваться за молчание о смерти Хэйден, пытается напугать Вайолет, когда она одна дома. За ней также наблюдает Человек в латексном костюме.                                                                                       |            |                                                     |                      |                           |                 |             |                   |
| 5 | 5          | «Хэллоуин (Часть 2)» «Halloween (Part 2)»           | Дэвид Семел          | Тим Майнир                | 2 ноября 2011   | 1ATS04      | 2,74              |
| У Тейта с Вайолет - первое свидание. Бен находит Ларри и считает, что он подстроил убийство Хэйден, чтобы они с ней могли вымогать у Бена деньги. На пляже Тейта и Вайолет преследуют пятеро подростков, и они уходят. Хэйден разговаривает с Вивьен по телефону и оставляет ей сообщение на стекле, где просит спросить Бена о Бостоне. Вивьен говорит ему, что Хэйден в их доме, и Бен находит её в подвале, но Ларри оглушает его, связывает и говорит, что намерен сжечь дом, но его останавливает Чед, а призрак Норы развязывает Бена. Хэйден рассказывает Вивьен, что беременна от Бена, и Вивьен требует, чтобы он съехал. Констанс рассказывает Вайолет, что Тейт — её сын. Группа подростков преследует Тейта, и во флэшбеке показано, что в 1994 году Тейт устроил перестрелку в школе и убил их, но ничего об этом не помнит. С окончанием ночи Хэллоуина они уходят, а утром Бен вместе с вещами уезжает из дома. |            |                                                     |                      |                           |                 |             |                   |
| 6 | 6          | «Свинка Свинка» «Piggy Piggy»                       | Майкл Аппендал       | Джессика Шарцер           | 9 ноября 2011   | 1ATS05      | 2,83              |
| Вайолет в интернете проверяет, что Тейт действительно убил тех учеников. Констанс знакомит её с медиумом, Билли Дин, и рассказывает, что Тейт умер в 1994 и не знает, что мёртв. Бен вынужден принимать пациентов в доме, и Вивьен соглашается. Его новый пациент Дерек боится городской легенды о человеке с поросячьим лицом, который появляется, если вызвать его перед зеркалом. Констанс и Мойра убеждают Вивьен, что ей необходимо есть сырое мясо, полезное для ребёнка. Она находит медсестру, у которой случился обморок во время её ультразвука, и просит рассказать, что она видела. Она говорит, что ребёнок Вивьен — антихрист, и та принимает её за сумасшедшую. Пытаясь убедить Дерека, что человека с поросячьим лицом не существует, Бен просит его произнести слова перед зеркалом. По случайности Дерека убивает грабитель, прятавшийся за ширмой в ванной. Вайолет требует объяснений у Тейта в подвале, но видит остальных призраков, умерших в доме, которые теперь не могут выбраться. Потрясённая, она пытается покончить с собой, но её спасает Тейт. Констанс говорит с Эдли через Билли, и та сообщает, что не вернётся в качестве призрака.                                 |            |                                                     |                      |                           |                 |             |                   |
| 7 | 7          | «День открытых дверей» «Open House»                 | Тим Хантер           | Брэд Фэлчак               | 16 ноября 2011  | 1ATS06      | 3,06              |
| В 1994 году Ларри, влюблённый в Констанс, по её просьбе убивает её изуродованного сына, который прикован на чердаке. Вивьен узнаёт, что беременна двойней. Несмотря на отговорки агента по недвижимости, она решает рассказывать всем потенциальным покупателям об убийствах, происходивших в доме. Некий бизнесмен соглашается купить дом под снос. Мойра соблазняет его в надежде, что он купит дом и найдёт её останки на участке. Ларри рассказывает Бену, что хочет вернуть дом и жить в нём с Констанс, но когда узнаёт, что дом готовится к сносу, рассказывает об этом ей. Констанс пытается переубедить бизнесмена, но получает отказ. Она рассказывает Мойре, что если он построит квартирный дом на участке, её останки никогда не найдут. Обе, при помощи Ларри, убивают бизнесмена в подвале дома. Вивьен на старых фотографиях узнаёт Нору, которая приходила к ней как потенциальная покупательница. |            |                                                     |                      |                           |                 |             |                   |
| 8 | 8          | «Человек в латексе» «Rubber Man»                    | Мигель Артета        | Райан Мёрфи               | 23 ноября 2011  | 1ATS07      | 2,81              |
| Флэшбек показывает, как человек в латексном костюме убивает Чеда и Патрика. Хэйден рассказывает Норе, что Вивьен ждёт близнецов, и говорит, что она могла бы забрать одного себе. Вивьен признаётся Мойре, что встревожена, и та советует ей скорее покинуть дом. Она пытается уехать вместе с Вайолет, но их спугивают призраки подражателей Р. Франклина. Бен считает, что Вивьен психически больна, так как полиция не обнаружила никаких следов нападения, а Вайолет не признаётся по просьбе Тейта. Хэйден просит Тейта в латексном костюме напасть на Вивьен, намекая, что именно он является отцом её близнецов. Вивьен защищается пистолетом и говорит, что её пытались изнасиловать, но Бен, который не видел латексного человека, считает это поводом насильно поместить жену в лечебницу. Эпизод заканчивается полной сценой убийства гей-пары, которых убивает Тейт и обставляет всё как самоубийство. |            |                                                     |                      |                           |                 |             |                   |
| 9 | 9          | «Маленькая напуганная девочка» «Spooky Little Girl» | Джон Скотт           | Дженнифер Солт            | 30 ноября 2011  | 1ATS08      | 2,85              |
| Эпизод показывает историю убийства Элизабет Шорт. Стоматолог насилует девушку под наркозом, но обнаруживает, что она умерла от снотворного. Призрак Чарльза Монтгомери расчленяет тело для удобства транспортировки. Призрак Элизабет становится пациенткой Бена. Врач сообщает Бену, что у двойняшек Вивьен разные отцы. Бен навещает жену и обвиняет её в лицемерии и измене. Констанс ругается со своим молодым любовником Трэвисом из-за его желания стать моделью. Хэйден убивает Трэвиса, опасаясь, что в убийстве обвинят Бена, при помощи призрака Монтгомери и Ларри расчленяет труп и выбрасывает его. Бен находит маску латексного человека и понимает, что Вивьен была изнасилована. Мойра впервые предстаёт перед ним в облике пожилой женщины. Констанс узнаёт, что Вивьен была изнасилована Тейтом и что он — отец одного из её детей. Медиум Билли Дин говорит ей, что ребёнок человека, родившийся от призрака, положит начало концу света. |            |                                                     |                      |                           |                 |             |                   |
| 10 | 10         | «Тлеющие дети» «Smoldering Children»                | Майкл Леманн         | Джеймс Вонг               | 7 декабря 2011  | 1ATS09      | 2,54              |
| Флэшбек показывает, что не Ларри сжёг свою семью, а его жена. Самого Ларри поджег Тейт утром перед школьной перестрелкой. Полицейский допрашивает Констанс по поводу убийства Трэвиса и начинает подозревать её. Ларри сдаётся полиции, взяв вину на себя. Бен узнаёт, что Вайолет несколько недель не появляется в школе, и планирует перевести её в школу-интернат. Узнав об этом, Тейт показывает ей в подвале её собственный труп и рассказывает, что на самом деле она умерла после попытки самоубийства и что Тейт не смог спасти её. Бен узнаёт, что Тейт является латексным человеком и отцом ребёнка Вивьен. |            |                                                     |                      |                           |                 |             |                   |
| 11 | 11         | «Рождение» «Birth»                                  | Альфонсо Гомес-Рехон | Тим Майнир                | 14 декабря 2011 | 1ATS10      | 2,59              |
| Бен отправляется в лечебницу Вивьен и забирает с собой Вайолет, но та, будучи призраком, заперта в ловушке дома и оказывается в нем, как только автомобиль выезжает за ворота. Врач сообщает им, что один из близнецов развивается неестественно быстро и подавляет другого, но такое случается во время беременности. Вивьен собирает вещи и намеревается отправиться во Флориду вместе с Вайолет, но у неё начинаются схватки. В доме Вайолет рассказывает отцу, что она мертва. Констанс приводит Вивьен в дом и обращается за «помощью» к призраку доктора Монтгомери и медсестёр из 1968 года. Чед рассказывает Вайолет, что Тейт — отец ребёнка её матери. Первый ребёнок Вивьен рождается мёртвым. Вивьен умирает от кровопотери после рождения второго ребенка. Вайолет говорит Тейту, что никогда не сможет его простить. Она плачет, когда появляется призрак Вивьен и утешает её. |            |                                                     |                      |                           |                 |             |                   |
| 12 | 12         | «Плацента» «Afterbirth»                             | Брэдли Букер         | Джессика Шарцер           | 21 декабря 2011 | 1ATS11      | 3,22              |
| Бен намеревается совершить самоубийство, но призраки Вайолет и Вивьен уговаривают его забрать новорождённого мальчика и покинуть дом навсегда. Когда Бен пытается уйти, Хэйден убивает его, повесив на люстре в холле, а Констанс подтверждает полиции версию самоубийства и тайно забирает ребёнка. Мойра и семья Хармонов решают не дать остальным призракам убить новоприбывших жильцов и отпугивают новую семью, которая после первой же ночи уезжает из дома. Тейт предпринимает неудачную попытку помириться с Вайолет. Нора, которая всё время мечтала о ребёнке и забрала мертворождённого сына Вивьен, отказалась от него и вернула матери. Хармоны, Мойра и Нора готовятся к Рождеству, и Вивьен просит Мойру стать крёстной матерью. Прошло три года. Констанс, которая воспитывает сына Вивьен, находит дома труп няни, которую он убил. |            |                                                     |                      |                           |                 |             |                   |